# Dienstgrade der Feuerwehr in Niedersachsen
Gemäß der am 8. April 2025 vom Niedersächsischen Ministerium für Inneres und Sport beschlossenen Verordnung zur Änderung der Feuerwehrverordnung wurde die genannte Verordnung, die die Nummer 25 trägt, modifiziert, aktualisiert und es wurden neue Dienstgrade sowie Dienstkleidung eingeführt.
Die Dienstgrade der Feuerwehr in Niedersachsen reichen von dem Feuerwehrmann-Anwärter bzw. der Feuerwehrfrau-Anwärterin auf unterster Ebene der Freiwilligen Feuerwehr bis zum Oberbranddirektor bzw. der Oberbranddirektorin bei der Berufsfeuerwehr.
Am 10. April 2025 ist die Änderungsverordnung zur Feuerwehrverordnung (FwVO) im Niedersächsischen Amtsblatt veröffentlicht worden und damit am Folgetag in Kraft getreten. Im Wesentlichen beinhaltet die neue Verordnung die Modernisierung der Dienstkleidung sowie Einführung neuer Dienstgradbezeichnungen und -abzeichen. Die bisherige Uniform und die alten Dienstgradabzeichen dürfen aber weiterhin getragen werden. Die Kommunen entscheiden im Rahmen ihrer Selbstverwaltung demnach eigenständig, wann diese auf die neue Uniform und somit auch auf die neuen Dienstgradabzeichen umsteigen. Hierbei gibt es keine genannte Frist, wann diese Umstellung zu erfolgen hat. Dies begründet sich in der Verpflichtung der Kommunen, Haushaltsmittel sparsam und wirtschaftlich einzusetzen.

## Freiwillige Feuerwehr
Die Dienstgrade ab Brandmeister sind in Niedersachsen an eine bestimmte Dienstposition gebunden, die der zu Befördernde innehaben muss. Der Dienstgrad bleibt jedoch auch beim Rücktritt aus dieser Dienststellung erhalten. Für alle Führungsdienstgrade ist Mindestvoraussetzung die abgeschlossene Ausbildung zum Gruppenführer (d. h. die Lehrgänge Gruppenführer 1 und 2), die Voraussetzung hierfür sind wiederum zwei technische Lehrgänge (einer davon Sprechfunkerlehrgang). Die Beförderungen werden vom Träger der Feuerwehr durchgeführt. Zwischen zwei Beförderungen muss ab Löschmeister/-in eine Wartezeit von mindestens einem Jahr liegen.

### Dienstgradabzeichen
Anmerkung: Feuerwehrmann (SB) steht auch als Bezeichnung eines Feuerwehrmannes unabhängig vom Dienstgrad.
Teil A: Verleihung von Dienstgraden nach Ausbildung und Mindestdienstzeit
| Dienstgrad                                                     | Abkürzung         | Bildliche Darstellung | Vorausgesetzte Ausbildung oder Dienststellung | Mützenband |
| -------------------------------------------------------------- | ----------------- | --------------------- | --- | --- |
| I. Erste Dienstgradgruppe ,Feuerwehrfrau oder Feuerwehrmannʻ   |                   |                       | | |
| Feuerwehrfrauanwärterin oder Feuerwehrmannanwärter             | FF-A oder FM-A    |                       | Eintritt in die Einsatzabteilung und Beginn oder alsbaldiger Beginn der modularen Grundlagenausbildung zur Einsatzfähigkeit                                   | Kragen- und Mützenabzeichen: Mützenkordel: gedreht, schwarz, Durchmesser 6 mm, an zwei silberfarbig gekörnten Mützensplinten oder Druckknöpfen befestigt.      |
| Feuerwehrfrau oder Feuerwehrmann                               | FF oder FM        |                       | Abschluss der modularen Grundlagenausbildung zur Einsatzfähigkeit                                                                                             | Kragen- und Mützenabzeichen: Mützenkordel: gedreht, schwarz, Durchmesser 6 mm, an zwei silberfarbig gekörnten Mützensplinten oder Druckknöpfen befestigt.      |
| Oberfeuerwehrfrau oder Oberfeuerwehrmann                       | OFF oder OFM      |                       | Abschluss der modularen Grundlagenausbildung zum Truppmitglied                                                                                                | Kragen- und Mützenabzeichen: Mützenkordel: gedreht, schwarz, Durchmesser 6 mm, an zwei silberfarbig gekörnten Mützensplinten oder Druckknöpfen befestigt.      |
| Hauptfeuerwehrfrau oder Hauptfeuerwehrmann                     | HFF oder HFM      |                       | Abschluss der modularen Grundlagenausbildung zur Truppführerin oder zum Truppführer und einer dreijährigen Mindestdienstzeit nach Abschluss dieser Ausbildung | Kragen- und Mützenabzeichen: Mützenkordel: gedreht, schwarz, Durchmesser 6 mm, an zwei silberfarbig gekörnten Mützensplinten oder Druckknöpfen befestigt.      |
| Erste Hauptfeuerwehrfrau oder Erster Hauptfeuerwehrmann        | EHFF oder EHFM    |                       | Abschluss der modularen Grundlagenausbildung zur Truppführerin oder zum Truppführer und eine zehnjährige Mindestdienstzeit nach Abschluss dieser Ausbildung   | Kragen- und Mützenabzeichen: Mützenkordel: gedreht, schwarz, Durchmesser 6 mm, an zwei silberfarbig gekörnten Mützensplinten oder Druckknöpfen befestigt.      |
| II. Zweite Dienstgradgruppe ,Brandmeisterin oder Brandmeisterʻ |                   |                       | | |
| Brandmeisterin oder Brandmeister                               | BM'in oder BM     |                       | Abschluss des Ausbildungslehrgangs ,Gruppenführerʻ | Kragen- und Mützenabzeichen: Mützenkordel: gedreht, silberfarbig, Durchmesser 6 mm, an zwei silberfarbig gekörnten Mützensplinten oder Druckknöpfen befestigt. |
| Oberbrandmeisterin oder Oberbrandmeister                       | OBM'in oder OBM   |                       | Abschluss des Ausbildungslehrgangs ,Gruppenführerʻ und eine sechsjährige Mindestdienstzeit nach Abschluss dieser Ausbildung                                   | Kragen- und Mützenabzeichen: Mützenkordel: gedreht, silberfarbig, Durchmesser 6 mm, an zwei silberfarbig gekörnten Mützensplinten oder Druckknöpfen befestigt. |
| Hauptbrandmeisterin oder Hauptbrandmeister                     | HBM'in oder HBM   |                       | Abschluss des Ausbildungslehrgangs ,Gruppenführerʻ und eine zwölfjährige Mindestdienstzeit nach Abschluss dieser Ausbildung                                   | Kragen- und Mützenabzeichen: Mützenkordel: gedreht, silberfarbig, Durchmesser 6 mm, an zwei silberfarbig gekörnten Mützensplinten oder Druckknöpfen befestigt. |
| Erste Hauptbrandmeisterin oder Erster Hauptbrandmeister        | EHBM'in oder EHBM |                       | Abschluss des Ausbildungslehrgangs ,Gruppenführerʻ und eine achtzehnjährige Mindestdienstzeit nach Abschluss dieser Ausbildung                                | Kragen- und Mützenabzeichen: Mützenkordel: gedreht, silberfarbig, Durchmesser 6 mm, an zwei silberfarbig gekörnten Mützensplinten oder Druckknöpfen befestigt. |

Teil B: Verleihung von Dienstgraden aufgrund der Übertragung einer Regelfunktion
| Dienstgrad                                                                   | Abkürzung                                      | Bildliche Darstellung | Vorausgesetzte Ausbildung oder Dienststellung | Mützenband |  |
| ---------------------------------------------------------------------------- | ---------------------------------------------- | --------------------- | --- | --- |  |
| I. Erste Dienstgradgruppe ,Feuerwehrfrau oder Feuerwehrmannʻ                 |                                                |                       | | |  |
| Hauptfeuerwehrfrau oder Hauptfeuerwehrmann                                   | HFF oder HFM                                   |                       | a) Gerätebeauftragte oder Gerätebeauftragter b) Atemschutzbeauftragte oder Atemschutzbeauftragter c) Schriftführerin oder Schriftführer d) Stellvertretende Gerätewartin oder Stellvertretender Gerätewart e) Stellvertretende Atemschutzgerätewartin oder Stellvertretender Atemschutzgerätewart f) Stellvertretende Pressesprecherin oder Stellvertretender Pressesprecher auf Ebene eines Ortsteils g) Stellvertretende Sicherheitsbeauftragte oder Stellvertretender Sicherheitsbeauftragter auf Ebene eines Ortsteils | Kragen- und Mützenabzeichen: Mützenkordel: gedreht, schwarz, Durchmesser 6 mm, an zwei silberfarbig gekörnten Mützensplinten oder Druckknöpfen befestigt.      |  |
| Erste Hauptfeuerwehrfrau oder Erster Hauptfeuerwehrmann                      | EHFF oder EHFM                                 |                       | a) Gerätewartin oder Gerätewart b) Atemschutzgerätewartin oder Atemschutzgerätewart c) Pressesprecherin oder Pressesprecher auf Ebene eines Ortsteils d) Sicherheitsbeauftragte oder Sicherheitsbeauftragter auf Ebene eines Ortsteils e) Stellvertretende Jugendfeuerwehrwartin oder Stellvertretender Jugendfeuerwehrwart auf Ebene eines Ortsteils f) Stellvertretende Kinderfeuerwehrwartin oder Stellvertretender Kinderfeuerwehrwart auf Ebene eines Ortsteils | Kragen- und Mützenabzeichen: Mützenkordel: gedreht, schwarz, Durchmesser 6 mm, an zwei silberfarbig gekörnten Mützensplinten oder Druckknöpfen befestigt.      |  |
| II. Zweite Dienstgradgruppe ,Brandmeisterin oder Brandmeisterʻ               |                                                |                       | | |  |
| Brandmeisterin oder Brandmeister                                             | BM'in oder BM                                  |                       | Stellvertretende Führerin oder Stellvertretender Führer der taktischen Einheit ,Selbständiger Truppʻ, ,Staffelʻ oder ,Gruppeʻ in einer Ortsfeuerwehr | Kragen- und Mützenabzeichen: Mützenkordel: gedreht, silberfarbig, Durchmesser 6 mm, an zwei silberfarbig gekörnten Mützensplinten oder Druckknöpfen befestigt. |  |
| Oberbrandmeisterin oder Oberbrandmeister                                     | OBM'in oder OBM                                |                       | a) Jugendfeuerwehrwartin oder Jugendfeuerwehrwart auf Ebene eines Ortsteils b) Pressesprecherin oder Pressesprecher auf Ebene einer Gemeinde c) Ausbilderin oder Ausbilder in der Feuerwehr auf Ebene einer Gemeinde d) Führerin oder Führer der taktischen Einheit ,Selbständiger Truppʻ, ,Staffelʻ oder ,Gruppeʻ in einer Ortsfeuerwehr e) Sicherheitsbeauftragte oder Sicherheitsbeauftragter auf Ebene einer Gemeinde f) Stellvertretende Jugendfeuerwehrwartin oder Stellvertretender Jugendfeuerwehrwart auf Ebene einer Gemeinde g) Kinderfeuerwehrwartin oder Kinderfeuerwehrwart auf Ebene eines Ortsteils h) Stellvertretende Kinderfeuerwehrwartin oder Stellvertretender Kinderfeuerwehrwart auf Ebene einer Gemeinde                           | Kragen- und Mützenabzeichen: Mützenkordel: gedreht, silberfarbig, Durchmesser 6 mm, an zwei silberfarbig gekörnten Mützensplinten oder Druckknöpfen befestigt. |  |
| Hauptbrandmeisterin oder Hauptbrandmeister                                   | HBM'in oder HBM                                |                       | a) Jugendfeuerwehrwartin oder Jugendfeuerwehrwart auf Ebene einer Gemeinde b) Stellvertretende Ausbildungsleiterin oder Stellvertretender Ausbildungsleiter auf Ebene einer Gemeinde c) Pressesprecherin oder Pressesprecher auf Ebene eines Landkreises d) Ausbilderin oder Ausbilder in der Feuerwehr auf Ebene eines Landkreises e) Sicherheitsbeauftragte oder Sicherheitsbeauftragter auf Ebene eines Landkreises f) Kinderfeuerwehrwartin Kinderfeuerwehrwart auf Ebene einer Gemeinde | Kragen- und Mützenabzeichen: Mützenkordel: gedreht, silberfarbig, Durchmesser 6 mm, an zwei silberfarbig gekörnten Mützensplinten oder Druckknöpfen befestigt. |  |
| Erste Hauptbrandmeisterin oder Erster Hauptbrandmeister                      | EHBM'in oder EHBM                              |                       | a) Stellvertretende Ortsbrandmeisterin oder Stellvertretender Ortsbrandmeister einer Grundausstattungsfeuerwehr b) Ausbildungsleiterin oder Ausbildungsleiter auf Ebene einer Gemeinde c) Stellvertretende Führerin oder Stellvertretender Führer der taktischen Einheit ,Zugʻ auf Ebene eines Ortsteils oder einer Gemeinde | Kragen- und Mützenabzeichen: Mützenkordel: gedreht, silberfarbig, Durchmesser 6 mm, an zwei silberfarbig gekörnten Mützensplinten oder Druckknöpfen befestigt. |  |
| III. Dritte Dienstgradgruppe ,Brandinspektorin oder Brandinspektorinʻ        |                                                |                       | | |  |
| Brandinspektorin oder Brandinspektor                                         | BrI‘in oder BrI                                |                       | a) Ortsbrandmeisterin oder Ortsbrandmeister einer Grundausstattungsfeuerwehr b) Stellvertretende Ortsbrandmeisterin oder Stellvertretender Ortsbrandmeister einer Stützpunktfeuerwehr c) Führerin oder Führer der taktischen Einheit ,Zugʻ auf Ebene eines Ortsteils oder einer Gemeinde d) Stellvertretende Ausbildungsleiterin oder Stellvertretender Ausbildungsleiter auf Ebene eines Landkreises e) Stellvertretende Führerin oder Stellvertretender Führer der taktischen Einheit ,Zugʻ auf Ebene eines Landkreises f) Stellvertretende Jugendfeuerwehrwartin oder Stellvertretender Jugendfeuerwehrwart auf Ebene eines Landkreises g) Stellvertretende Kinderfeuerwehrwartin oder Stellvertretender Kinderfeuerwehrwart auf Ebene eines Landkreises | Kragen- und Mützenabzeichen: Mützenkordel: gedreht, silberfarbig, Durchmesser 8 mm, an zwei silberfarbig gekörnten Mützensplinten oder Druckknöpfen befestigt. |  |
| Oberbrandinspektorin oder Oberbrandinspektor                                 | OBrI'In oder OBrI                              |                       | a) Ortsbrandmeisterin oder Ortsbrandmeister einer Stützpunktfeuerwehr b) Stellvertretende Ortsbrandmeisterin oder Stellvertretender Ortsbrandmeister einer Schwerpunktfeuerwehr c) Führer oder Führerin der taktischen Einheit ,Zugʻ auf Ebene eines Landkreises d) Jugendfeuerwehrwartin oder Jugendfeuerwehrwart auf Ebene eines Landkreises e) Kinderfeuerwehrwartin oder Kinderfeuerwehrwart auf Ebene eines Landkreises f) Ausbildungsleiterin oder Ausbildungsleiter auf Ebene eines Landkreises | Kragen- und Mützenabzeichen: Mützenkordel: gedreht, silberfarbig, Durchmesser 8 mm, an zwei silberfarbig gekörnten Mützensplinten oder Druckknöpfen befestigt. |  |
| Hauptbrandinspektorin oder Hauptbrandinspektor                               | HBrI'in oder HBrI                              |                       | a) Ortsbrandmeisterin oder Ortsbrandmeister einer Schwerpunktfeuerwehr b) Stellvertretende Führerin oder Stellvertretender Führer einer taktischen Einheit auf Ebene eines Landkreises, die aus mehr als einem Zug besteht | Kragen- und Mützenabzeichen: Mützenkordel: gedreht, silberfarbig, Durchmesser 8 mm, an zwei silberfarbig gekörnten Mützensplinten oder Druckknöpfen befestigt. |  |
| Erste Hauptbrandinspektorin oder Erster Hauptbrandinspektor                  | EHBrI'in oder EHBrI                            |                       | a) Führerin oder Führer einer taktischen Einheit auf Ebene eines Landkreises, die aus mehr als einem Zug besteht b) Stellvertretende Gemeinde- oder Stadtbrandmeisterin oder Stellvertretender Gemeinde- oder Stadtbrandmeister | Kragen- und Mützenabzeichen: Mützenkordel: gedreht, silberfarbig, Durchmesser 8 mm, an zwei silberfarbig gekörnten Mützensplinten oder Druckknöpfen befestigt. |  |
| Gemeinde- oder Stadtbrandinspektorin oder Gemeinde- oder Stadtbrandinspektor | GemBrI’in oder StBrI’in oder GemBrI oder StBrI |                       | a) Gemeindebrandmeisterin oder Gemeindebrandmeister, b) Stadtbrandmeisterin oder Stadtbrandmeister | Kragen- und Mützenabzeichen: Mützenkordel: gedreht, silberfarbig, Durchmesser 8 mm, an zwei silberfarbig gekörnten Mützensplinten oder Druckknöpfen befestigt. |  |
| IV. Vierte Dienstgradgruppe ,Brandschutzleiterin oder Brandschutzleiterʻ     |                                                |                       | | |  |
| Abschnittsbrandinspektorin oder Abschnittsbrandinspektor                     | ABrI'in oder ABrI                              |                       | a) Stellvertretende Abschnittsleiterin oder Stellvertretender Abschnittsleiter b) Stellvertretende Stadtbrandmeisterin oder Stellvertretender Stadtbrandmeister in Städten mit Berufsfeuerwehr | Kragen- und Mützenabzeichen: Mützenkordel: gedreht, goldfarbig, Durchmesser 8 mm, an zwei goldfarbig gekörnten Mützensplinten oder Druckknöpfen befestigt.     |  |
| Erste Abschnittsbrandinspektorin oder Erster Abschnittsbrandinspektor        | EABrI'in oder EABrI                            |                       | a) Abschnittsleiterin oder Abschnittsleiter b) Stellvertretende Stadtbrandmeisterin oder Stellvertretender Stadtbrandmeister in kreisfreien Städten ohne Berufsfeuerwehr c) Stadtbrandmeisterin oder Stadtbrandmeister in Städten mit Berufsfeuerwehr | Kragen- und Mützenabzeichen: Mützenkordel: gedreht, goldfarbig, Durchmesser 8 mm, an zwei goldfarbig gekörnten Mützensplinten oder Druckknöpfen befestigt.     |  |
| Kreisbrandinspektorin oder Kreisbrandinspektor                               | KBrI'in oder KBrI                              |                       | a) Stellvertretende Kreisbrandmeisterin oder Stellvertretender Kreisbrandmeister, b) Stadtbrandmeisterin oder Stadtbrandmeister in kreisfreien Städten ohne Berufsfeuerwehr | Kragen- und Mützenabzeichen: Mützenkordel: gedreht, goldfarbig, Durchmesser 8 mm, an zwei goldfarbig gekörnten Mützensplinten oder Druckknöpfen befestigt.     |  |
| Erste Kreisbrandinspektorin oder Erster Kreisbrandinspektor                  | EKBrI'in oder EKBrI                            |                       | Kreisbrandmeisterin oder Kreisbrandmeister | Kragen- und Mützenabzeichen: Mützenkordel: gedreht, goldfarbig, Durchmesser 8 mm, an zwei goldfarbig gekörnten Mützensplinten oder Druckknöpfen befestigt.     |  |
| Regierungsbrandinspektorin oder Regierungsbrandinspektor                     | RegBrI'in oder RegBrI                          |                       | Regierungsbrandmeister oder Regierungsbrandmeisterin | Kragen- und Mützenabzeichen: Mützenkordel: gedreht, goldfarbig, Durchmesser 8 mm, an zwei goldfarbig gekörnten Mützensplinten oder Druckknöpfen befestigt.     |  |

## Berufsfeuerwehr/Hauptberufliche Wachbereitschaft

### Mittlerer Dienst

BMA (Brandmeister-Anwärter/in, d. h. Vorbereitungsdienst)
BM (Brandmeister/in)
OBM (Oberbrandmeister/in)
HBM (Hauptbrandmeister/in)

### Gehobener Dienst

Br/A (Brandinspektor-Anwärter/in, Brandoberinspektor-Anwärter/in, d. h. Vorbereitungsdienst. Br/A ist nicht zu verwechseln mit BrA.)
BrI (Brandinspektor/in. Nur für Aufstiegsbeamte)
Br/z. A. (Brandoberinspektor/in zur Anstellung, d. h. Probezeit)
BrOI (Brandoberinspektor/in)
BrA (Brandamtmann/Brandamtfrau)
BrAR (Brandamtsrat/-rätin)
BrOAR (Brandoberamtsrat/-rätin)
BrOAR (Brandoberamtsrat/-rätin mit Zulage)

### Höherer Dienst

BrRef (Brandreferendar/in, Vorbereitungsdienst)
BrAss (Brandassessor/in, Probezeit)
BrR (Brandrat/-rätin)
BrOR (Brandoberrat/-rätin)
BrD (Branddirektor/in)
LtdBrD (Leitender Branddirektor, Leitende Branddirektorin)
DdF (Direktor/in der Feuerwehr) oder OBrD (Oberbranddirektor/in)

## Werkfeuerwehr
Werkfeuerwehren dürfen Funktionsabzeichen tragen, die in ihrem Aussehen den Dienstgradabzeichen der Berufsfeuerwehren ähneln (näheres in der Richtlinie über die Organisation, Ausbildung und Ausrüstung von Werkfeuerwehren in Niedersachsen). Alternativ darf in Nebenberuflichen Werkfeuerwehren den Funktionen auch Dienstgrade entsprechend der Freiwilligen Feuerwehr zugeordnet werden, wobei ein „Werk-“ vorangestellt wird.
| Dienstgrad                     | Bildliche Darstellung | Vorausgesetzte Funktion |
| ------------------------------ | --- | --- |
| Werk-Feuerwehrmann             | Schulterstücke mit karmesinroter Stoffunterlage aus vier nebeneinander liegenden, je 8 mm breiten Plattschnüren; die beiden äußeren Plattschnüre aus Aluminiumgespinst mit schwarzen Seidenfäden (fischgrätartig) durchwirkt, die inneren Plattschnüre aus schwarzer Zellwolle. | Truppmann, Atemschutzgeräteträger oder Maschinist; Verleihung entspricht der Freiwilligen Feuerwehr (siehe oben) |
| Werk-Oberfeuerwehrmann         | Schulterstücke mit karmesinroter Stoffunterlage aus vier nebeneinander liegenden, je 8 mm breiten Plattschnüren; die beiden äußeren Plattschnüre aus Aluminiumgespinst mit schwarzen Seidenfäden (fischgrätartig) durchwirkt, die inneren Plattschnüre aus schwarzer Zellwolle mit einem silberfarbigen Stern.                                                                                           | Truppmann, Atemschutzgeräteträger oder Maschinist; Verleihung entspricht der Freiwilligen Feuerwehr (siehe oben) |
| Werk-Hauptfeuerwehrmann        | Schulterstücke mit karmesinroter Stoffunterlage aus vier nebeneinander liegenden, je 8 mm breiten Plattschnüren; die beiden äußeren Plattschnüre aus Aluminiumgespinst mit schwarzen Seidenfäden (fischgrätartig) durchwirkt, die inneren Plattschnüre aus schwarzer Zellwolle mit zwei in Reihe angeordneten silberfarbigen Sternen.                                                                    | Truppmann, Atemschutzgeräteträger oder Maschinist; Verleihung entspricht der Freiwilligen Feuerwehr (siehe oben) |
| Erster Werk-Hauptfeuerwehrmann | Schulterstücke mit karmesinroter Stoffunterlage aus vier nebeneinander liegenden, je 8 mm breiten Plattschnüren; die beiden äußeren Plattschnüre aus Aluminiumgespinst mit schwarzen Seidenfäden (fischgrätartig) durchwirkt, die inneren Plattschnüre aus schwarzer Zellwolle mit drei in Reihe angeordneten silberfarbigen Sternen.                                                                    | Truppmann, Atemschutzgeräteträger oder Maschinist; Verleihung entspricht der Freiwilligen Feuerwehr (siehe oben) |
| Werk-Löschmeister              | Schulterstücke mit karmesinroter Stoffunterlage aus einem Geflecht von zwei zusammen 7 mm breiten Plattschnüren aus schwarzer Zellwolle und zwei Aluminiumplattschnüren von insgesamt 4 mm Breite und einer um das Geflecht herumlaufenden 8 mm breiten Aluminiumplattschnur. Die Aluminiumplattschnüre sind mit schwarzen Seidenfäden durchwirkt.                                                       | stellvertretender Trupp- oder Staffelführer |
| Werk-Oberlöschmeister          | Schulterstücke mit karmesinroter Stoffunterlage aus einem Geflecht von zwei zusammen 7 mm breiten Plattschnüren aus schwarzer Zellwolle und zwei Aluminiumplattschnüren von insgesamt 4 mm Breite und einer um das Geflecht herumlaufenden 8 mm breiten Aluminiumplattschnur. Die Aluminiumplattschnüre sind mit schwarzen Seidenfäden durchwirkt mit einem silberfarbigen Stern.                        | Trupp- oder Staffelführer, stellvertretender Gruppenführer |
| Werk-Hauptlöschmeister         | Schulterstücke mit karmesinroter Stoffunterlage aus einem Geflecht von zwei zusammen 7 mm breiten Plattschnüren aus schwarzer Zellwolle und zwei Aluminiumplattschnüren von insgesamt 4 mm Breite und einer um das Geflecht herumlaufenden 8 mm breiten Aluminiumplattschnur. Die Aluminiumplattschnüre sind mit schwarzen Seidenfäden durchwirkt mit zwei in Reihe angeordneten silberfarbigen Sternen. | Gruppenführer |
| Erster Werk-Hauptlöschmeister  | Schulterstücke mit karmesinroter Stoffunterlage aus einem Geflecht von zwei zusammen 7 mm breiten Plattschnüren aus schwarzer Zellwolle und zwei Aluminiumplattschnüren von insgesamt 4 mm Breite und einer um das Geflecht herumlaufenden 8 mm breiten Aluminiumplattschnur. Die Aluminiumplattschnüre sind mit schwarzen Seidenfäden durchwirkt mit drei in Reihe angeordneten silberfarbigen Sternen. | stellvertretender Leiter einer Werkfeuerwehr (Staffel- oder Gruppenstärke während einer Arbeitsschicht pro Tag) |
| Werk-Brandmeister              | Schulterstücke mit karmesinroter Stoffunterlage aus vier nebeneinander liegenden, je 8 mm breiten Aluminiumplattschnüren. Die Aluminiumplattschnüre sind mit schwarzen Seidenfäden durchwirkt. | stellvertretender Zugführer, Leiter einer Werkfeuerwehr (Staffel- oder Gruppenstärke während einer Arbeitsschicht pro Tag) oder Stellvertreter (Staffel- oder Gruppenstärke während zwei Arbeitsschichten pro Tag; unterhalb Zugstärke während einer Arbeitsschicht pro Tag) |
| Werk-Oberbrandmeister          | Schulterstücke mit karmesinroter Stoffunterlage aus vier nebeneinander liegenden, je 8 mm breiten Aluminiumplattschnüren. Die Aluminiumplattschnüre sind mit schwarzen Seidenfäden durchwirkt mit einem goldfarbigen Stern. | Zugführer, Leiter einer Werkfeuerwehr (Staffel- oder Gruppenstärke während zwei Arbeitsschichten pro Tag; unterhalb Zugstärke während einer Arbeitsschicht pro Tag) oder Stellvertreter (Staffel- oder Gruppenstärke während drei Arbeitsschichten pro Tag; unterhalb Zugstärke während mind. zwei Arbeitsschichten pro Tag; mind. Zugstärke während einer Arbeitsschicht pro Tag) |
| Werk-Hauptbrandmeister         | Schulterstücke mit karmesinroter Stoffunterlage aus vier nebeneinander liegenden, je 8 mm breiten Aluminiumplattschnüren. Die Aluminiumplattschnüre sind mit schwarzen Seidenfäden durchwirkt mit zwei in Reihe angeordneten goldfarbigen Sternen. | Leiter einer Werkfeuerwehr (Staffel- oder Gruppenstärke während drei Arbeitsschichten pro Tag; unterhalb Zugstärke während mind. zwei Arbeitsschichten pro Tag; mind. Zugstärke während einer Arbeitsschicht pro Tag) |